# حمام سفتجان
حمام سفتجان مربوط به اواخر دوره قاجار است و در شهرستان فریدن، بخش مرکزی، دهستان ورزق جنوبی، روستای سفتجان واقع شده و این اثر در تاریخ ۳ خرداد ۱۳۸۶ با شمارهٔ ثبت ۱۹۱۵۱ به‌عنوان یکی از آثار ملی ایران به ثبت رسیده‌است.